# Orrville (Ohio)
Orrville es una ciudad ubicada en el condado de Wayne en el estado estadounidense de Ohio. En el Censo de 2010 tenía una población de 8380 habitantes y una densidad poblacional de 562,41 personas por km².

## Geografía
Orrville se encuentra ubicada en las coordenadas 40°50′57″N 81°46′38″O / 40.84917, -81.77722. Según la Oficina del Censo de los Estados Unidos, Orrville tiene una superficie total de 14.9 km², de la cual 14.87 km² corresponden a tierra firme y (0.23%) 0.03 km² es agua.

## Demografía
Según el censo de 2010, había 8380 personas residiendo en Orrville. La densidad de población era de 562,41 hab./km². De los 8380 habitantes, Orrville estaba compuesto por el 89.7% blancos, el 4.87% eran afroamericanos, el 0.13% eran amerindios, el 1.28% eran asiáticos, el 0.04% eran isleños del Pacífico, el 1.35% eran de otras razas y el 2.64% pertenecían a dos o más razas. Del total de la población el 3.48% eran hispanos o latinos de cualquier raza.